# チャペル・ロイヤル
チャペル・ロイヤル（Chapel Royal）は、イギリスの王・女王のための礼拝式で歌う司祭や歌手の集団で、非常に古い伝統がある。現在、チャペル・ロイヤルが使っているのが、王室礼拝堂と女王礼拝堂で、ともにロンドンのバッキンガム宮殿とそう離れていないセント・ジェームズ宮殿にある。「Chapel Royal」という言葉は、音楽隊としてのチャペル・ロイヤルと、建物としての王室礼拝堂の両方を意味する。
これらの礼拝堂は教会区には属しておらず、それゆえ「royal peculiars（王室の私有財産、特別教区）」と呼ばれている。礼拝式は8月と9月を除く毎週日曜日に執り行われる。この礼拝式には一般の参加も歓迎されていて、一般の人々にとって王室礼拝堂に行くことができる唯一の機会である。聖歌隊は特別の礼拝式で歌う。たとえば毎年1月6日の公現祭では、金、乳香、没薬の捧げものが女王のためになされる。

## 歴史
チャペル・ロイヤルの歴史は13世紀後半まで遡る。当時は王が旅行する時はどこにでも司祭と聖歌隊が随行した。
17世紀にはチャペル・ロイヤルはホワイトホールに専用の建物を持っていたが、それは1698年に焼失してしまった。セント・ジェームズ宮殿の今の場所に移ったのは1702年からである。
16世紀と17世紀には、聖歌隊はイングランド最高の聖歌隊だった。ウィリアム・バードとトマス・タリスはともにエリザベス1世の治世にオルガニストを務めていた。ロンドン以外の聖歌隊から少年聖歌隊員がチャペル・ロイヤルに参加することも時々あった。もちろん美声であることが条件だった。そうした少年たちは王または女王の王宮に採用されもした。チャールズ2世は楽器が好きで、聖歌隊がヴァイオリン、リュート、ヴァイオルで加わることもよくあった。聖歌隊の人々は「Gentlemen of the Chapel Royal（チャペル・ロイヤルのジェントルマン）」と呼ばれていた。
何人かの有名作曲家たちがチャペル・ロイヤルでオルガニストを務めた。
- トマス・タリス（1545年頃 - 1585年）
- ウィリアム・バード（1572年頃 - 1618年頃）
- ジョン・ブル（1591年 - 1613年）
- オーランド・ギボンズ（1605年 - 1625年）
- ジョン・ブロウ（1673年/1674年 - 1708年）
- ヘンリー・パーセル（1682年 - 1695年）
- ジェレマイア・クラーク（1704年 - 1707年）
- ウィリアム・クロフト（1708年 - 1727年）
- ゲオルク・フリードリヒ・ヘンデル（1723年 - 1759年）

ヘンデルは就任した時、イギリス人でなく、まだドイツ人で、正式な隊員になることは認められなかった。その代わりにつけられた特別の称号が「Composer of Musick of His Majesty's Chappel Royal（国王陛下のチャペル・ロイヤルの音楽作曲家）」だった。
今日、聖歌隊は毎週2回セント・ジェームズ宮殿でリハーサルを重ねている。聖歌隊にはプロの歌手でもある6人のGentlemen-in-Ordinary（常任ジェントルマン）と、「Queen's Scholars」と呼ばれるシティ・オブ・ロンドン・スクール（en:City of London School）に通う10人の奨学生の少年たちが混じっている。
女王の音楽師範である作曲家サー・ピーター・マックスウェル・デイヴィス（en:Peter Maxwell Davies）がチャペル・ロイヤルと密に働いている。デイヴィスは毎年のクリスマスで歌う新しいキャロルの作曲を望んでいる。
スコットランドのチャペル・ロイヤルのリーダーは英国国教地方監督である。アイルランドにもかつては別のチャペル・ロイヤルが存在した。